# Verbesina sousae
Verbesina sousae là một loài thực vật có hoa trong họ Cúc. Loài này được J.J.Fay miêu tả khoa học đầu tiên năm 1973.